# Marc Clotet
Marc Clotet i Fresquet (Barcellona, 29 aprile 1980) è un attore spagnolo.

## Biografia
Debutta, nel 2008, con il ruolo di Pau Montaner nella serie televisiva di Telecinco El comisario. È, dal 2009, nel cast del telefilm Fisica o chimica, su Antena 3, con il ruolo di Vicente Vaquero, insegnante di educazione fisica e successivamente maggior azionista del liceo, e pretendente della collega Verónica Lebrón, interpretata da Olivia Molina.
Il 12 settembre 2024 è stato annunciato come uno dei tre presentatori del Junior Eurovision Song Contest 2024 di Madrid insieme alle cantati Ruth Lorenzo e Melani García.

## Filmografia parziale

### Cinema
- La voce taciuta (La voz dormida), regia di Benito Zambrano (2011)
- La Estrella, regia di Alberto Aranda (2013)
- Il giocatore di scacchi (El jugador de ajedrez), regia di Luis Oliveros (2017)
- 15 horas, regia di Judith Colell (2021)

### Televisione
- Estació d'enllaç - serie TV, episodio 3x25 (1997)
- Tocao del ala - serie TV, episodio 1x01 (1997)
- El cor de la ciutat - serie TV, 61 episodi (2007-2009)
- El comisario - serie TV, 9 episodi (2008-2009)
- Fisica o chimica (Física o Química) - serie TV, 41 episodi (2009-2011)
- La gloria e l'amore - serie TV, 4 episodi (2017)

## Programmi televisivi
- La Marató 2007, regia di Xavi Abad (2007)
- El club, regia di Albert Om (2008)
- La nit del cor, regia di Santi Millán (2008)
- Nit vint-i-cinc, regia di Xavi Abad (2008)
- La Marató 2008, regia di Xavi Abad (2008)
- Tvist (2008-2009)
- La Marató 2009, regia di Cristina Muñoz Clotet (2009)
- II Premis Gaudí de l'Acadèmia del Cinema Català, regia di Xavi Abad, Joel Joan e Adrian Smith (2010)
- Gala 20 aniversario, regia di Gloria Galiano (2010)